# سیارک ۴۱۴۲
سیارک ۴۱۴۲ (به انگلیسی: 4142 Dersu-Uzala، نامگذاری:1981KE) چهار هزار و صد و چهل و دومین سیارک کشف شده‌است که در ۲۸ مه ۱۹۸۱ کشف شد.
قدر مطلق سیارک برابر ۱۳٫۶۰ است.